# Mercogliano
Mercogliano est une commune italienne de la province d'Avellino, dans la région Campanie.

## Histoire
Patrie de Pierre de Mercollienne, mieux connu sous son nom d'origine Pacello Mazzarotta, dit Dom Pacello da Mercogliano.

### Hameaux
Montevergine, Torelli di Mercogliano, Torrette di Mercogliano

### Communes limitrophes
Avellino, Monteforte Irpino, Mugnano del Cardinale, Ospedaletto d'Alpinolo, Quadrelle, Summonte